# Lobelia rivalis
Lobelia rivalis är en klockväxtart som beskrevs av Franz Elfried Wimmer. Lobelia rivalis ingår i släktet lobelior, och familjen klockväxter.
Artens utbredningsområde är Kongo-Kinshasa. Inga underarter finns listade i Catalogue of Life.